# Vatu Vara
Vatu Vara est une île privée située dans les îles Fidji. Elle est la plus chère au monde[réf. nécessaire]; elle est recouverte d'une forêt tropicale, elle comprend un lagon et une grande mesa.